# オギュスト・マリエット

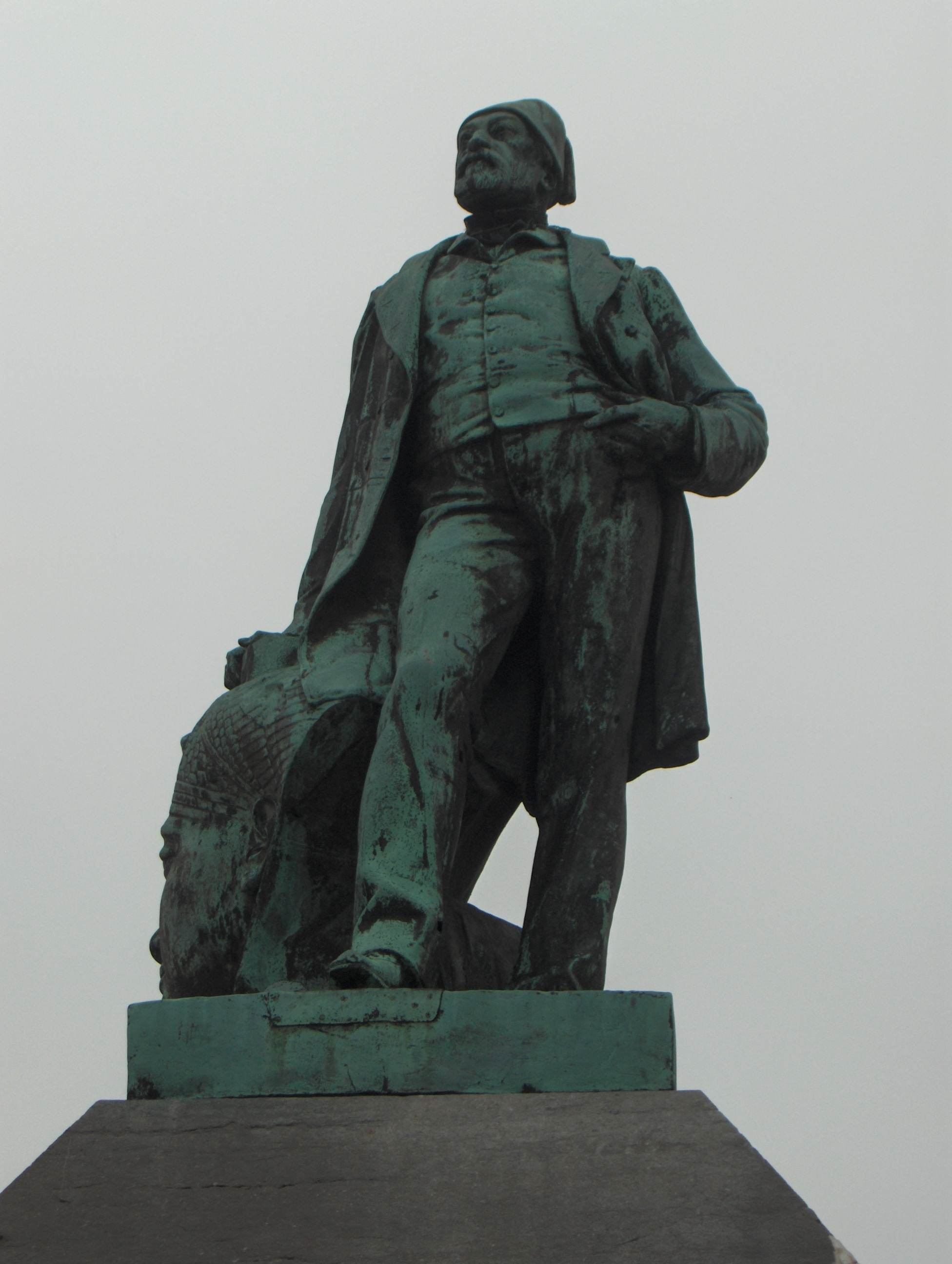
生地ブローニュ＝シュル＝メールに建つマリエットの像

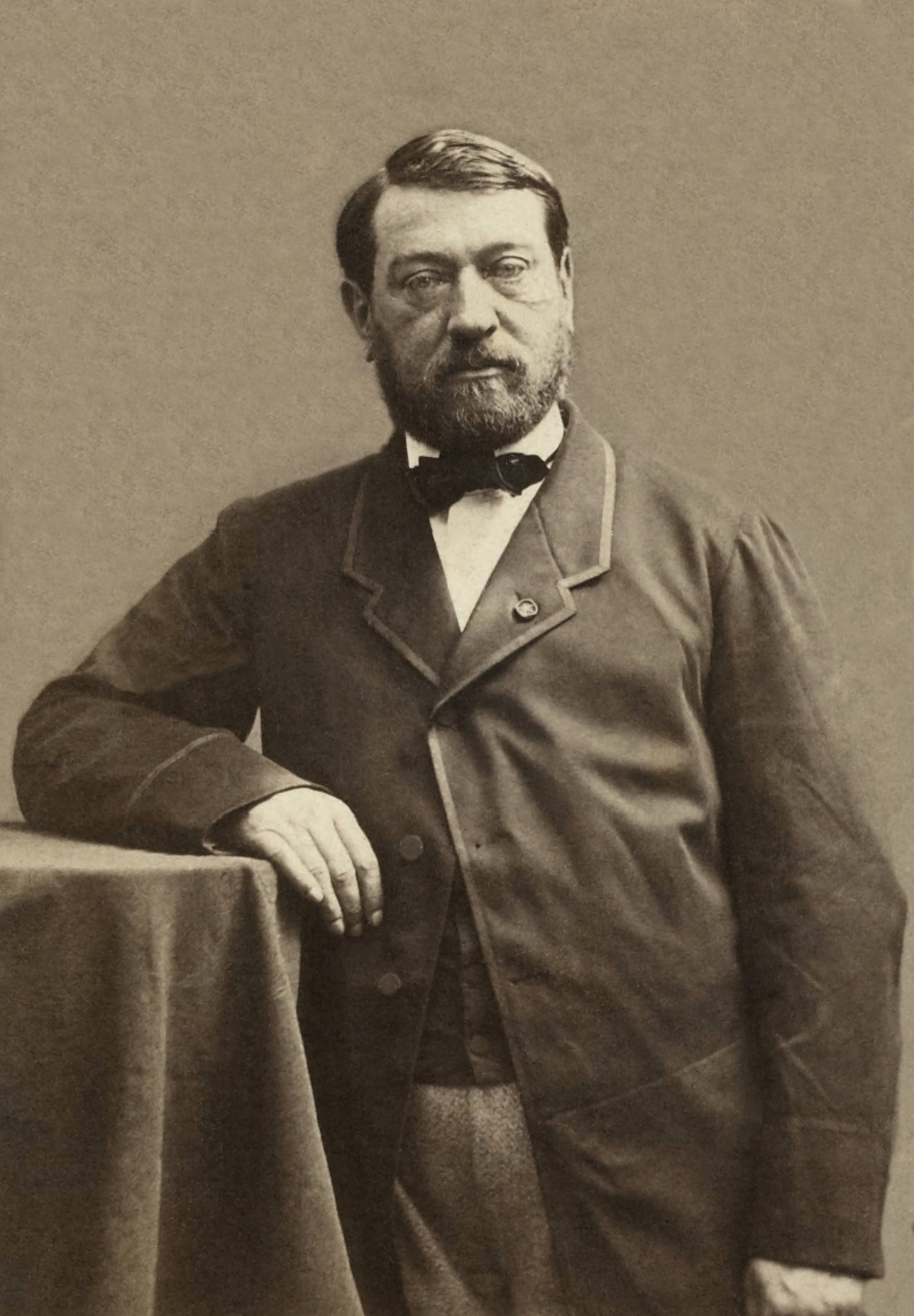
ナダールの撮影したマリエット(1861年ごろ)

オギュスト・マリエット（仏: Auguste-Ferdinand-François Mariette、1821年2月11日 - 1881年1月19日）は、フランスのエジプト考古学者。「マリエット＝ベイ」の異名で呼ばれることもある。
カイロのエジプト考古学博物館は彼の死後の創設だが、その展示物のかなりの部分はマリエットの蒐集によるものである。エジプトを舞台にとったヴェルディの有名なオペラ、『アイーダ』の原案を著したことによっても知られる。

## 来歴

### 出生
ドーバー海峡に面したフランス北部の町、ブローニュ＝シュル＝メールに地方官吏の子として生まれる。18歳のときイングランドに渡り、ストラトフォードの学校でフランス語や絵画を教え、コヴェントリーで工業デザイナーになるなどしたが、いずれも成功せず、1841年に生地ブローニュ＝シュル＝メールに戻り、文学士の学位を得た。

### エジプト考古学への歩み
彼の従兄弟は19世紀初頭の著名なエジプト考古学者、ジャン＝フランソワ・シャンポリオンの友人であり、エジプト発掘行に随行するほどの者だったのだが、その従兄弟が死去、マリエットは従兄弟が現地から持ち帰った石棺などの発掘品、文書を整理することになる。マリエットはエジプトに深い関心を抱くようになり、殆ど独学でエジプトの歴史、ヒエログリフ、コプト語などを学び、やがては故郷を離れ、パリで独自の研究を続けるに至った。

### エジプトでの活動
1849年にはその努力が認められ、ルーヴル美術館のエジプト考古部にポストを得、また1850年には官費で念願のエジプト出張を命じられることになった。出張の目的はコプト語、シリア語、アラビア語、ゲエズ語などの文書を蒐集し美術館のコレクションとすることであったが、翌1851年に現地に到着したマリエットは、メンフィス近郊サッカラにおいてセラピス神殿を発見するなど、むしろ発掘作業に没頭することになる。彼は結局、当初予定を大きく超える4年間をエジプトで過ごし、多くの発掘品をルーヴル美術館に持ち帰った。
パリで収集品の整理を終えた後マリエットは1857年に再びエジプトに赴く。1858年には彼は「ベイ」、また後の1879年には「パシャ」の称号を総督イスマーイール・パシャから得るなど、エジプト支配層からの信頼も篤く、1858年から創設されたエジプト考古局の初代長官に就任している。マリエットは、再び発掘活動を推進、最盛期には3,000人の作業員を使い、アスワンから地中海沿岸まで延べ35か所の発掘地点で作業を行ったという。マリエットはこの頃からは発掘品をエジプト外に持ち出すことに否定的な考えを持つようになる。スエズ運河の掘進を行ったフェルディナン・レセップスの経済的支援を受け、1863年にはカイロのブラークに考古博物館を設立、自ら館長となり、またそこに居住した。

### オペラの原案作成
1870年には、イスマーイール・パシャの依頼を受けて古代エジプトを舞台とした若き男女の悲恋物語の原案を著す。マリエット自身、発掘作業中に発見した一組の男女の遺体にインスピレーションを受けこのストーリーを書いた、とも伝えられる（しかし、ベースとなる物語が他に存在しているとの説もある）。23ページにわたるこの原案は多くの人々の加筆を経て、ジュゼッペ・ヴェルディの大傑作オペラ『アイーダ』として結実、同オペラは1871年にカイロで初演された。マリエットはまたこの初演に考証的見地から協力し、1870年から71年にかけては衣装、舞台装置作成のため訪れていたパリに、折からの普仏戦争により足止めをくらったりもしている。

### 私生活
私生活上はマリエットは恵まれてはいなかった。1845年に結婚しあわせて11人の子供を儲けたが、うち5人の子供、および妻をエジプトで伝染病（コレラ等）で亡くしている。1878年にはブラークの自宅は洪水の被害を受け、彼の著した多くの論文、書籍などが流失の憂き目に遭ってもいる。またエジプト自身が運河建設に伴う対外債務増大に喘ぐ中、財政援助も次第に逼迫し発掘活動は停滞した（本国フランス政府との関係は、彼が発掘品の移送に消極的だったこともありあまり良好ではなかった）。糖尿病により健康状態も悪化したマリエットは1880年には一旦パリに帰国したものの、ブラークの自分の博物館近くで死ぬことを望み再びエジプトに渡り、希望通りに1881年に現地で亡くなった。遺骸は石棺に納められ、現在は1904年に開館したエジプト考古学博物館前庭に眠っている。